# Třída U 139
Třída U 139 byla třída oceánských křižníkových ponorek německé Kaiserliche Marine z období první světové války. Celkem byly postaveny tři jednotky této třídy. Ve službě v německém námořnictvu byly v roce 1918. Žádná nebyla za války ztracena. Po válce ponorky připadly Francii, USA a Velké Británii.

## Stavba
Ponorky byly označeny jako projekt 46. Celkem byly postaveny tři jednotky této třídy. Postavila je německá loděnice Germaniawerft v Kielu.
Jednotky třídy U 139:
| Jméno                            | Loděnice            | Založení kýlu | Spuštění na vodu  | Vstup do služby | Osud                                                                    |
| -------------------------------- | ------------------- | ------------- | ----------------- | --------------- | ----------------------------------------------------------------------- |
| Kapitänleutnant Schwieger, U 139 | Germaniawerft, Kiel | 1916          | 3. prosince 1917  | květen 1918     | Roku 1918 připadla Francii, zařazena jako Halbronn, sešrotována 1935.   |
| Kapitänleutnant Weddingen, U 140 | Germaniawerft, Kiel | 1916          | 4. listopadu 1917 | březen 1918     | Roku 1919 připadla USA, dne 22. července 1921 potopena jako cvičný cíl. |
| U 141                            | Germaniawerft, Kiel | 1916          | 9. ledna 1918     | červen 1918     | Roku 1918 připadla Velké Británii, sešrotována.                         |

## Konstrukce

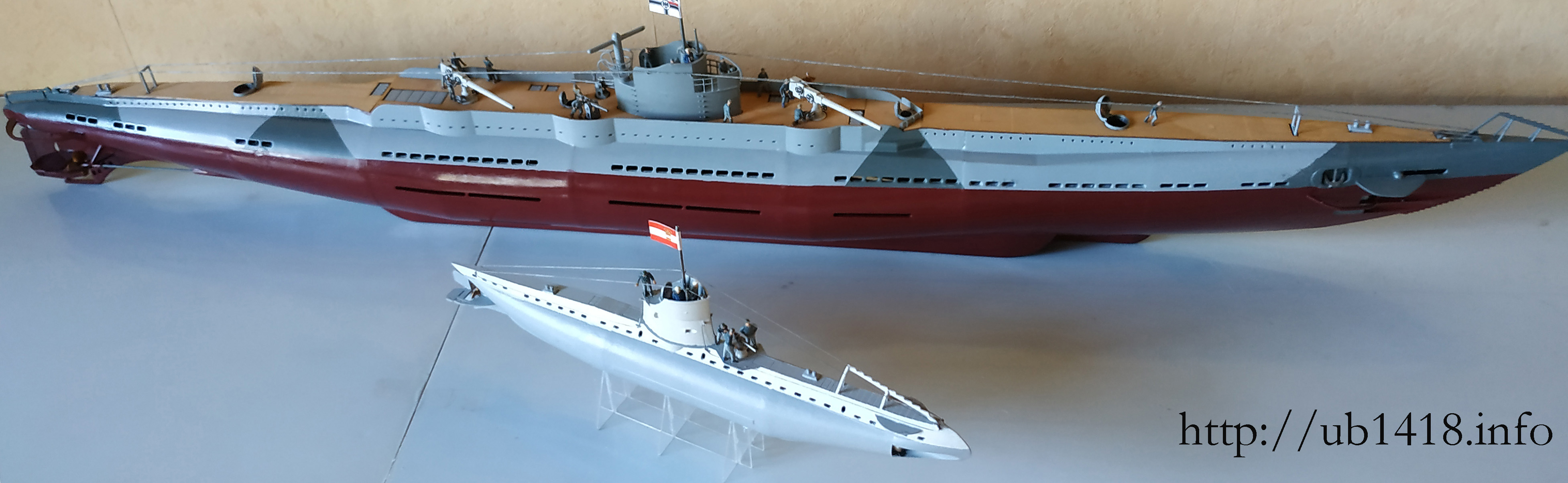
Porovnání velikosti modelů ponorek třídy U 139 a třídy UB I

Ponorky měly dvoutrupou koncepci. Byly vyzbrojeny dvěma 150mm kanóny KL/45 a šesti 500mm torpédomety (čtyři příďové, dva záďové) se zásobou 19 torpéd. Část velitelské věže a další vybraná místa chránilo lehké pancéřování. Pohonný systém tvořily dva diesely Germania o výkonu 3300 bhp, jeden diesel MAN-Brown Boveri o výkonu 450 shp a dva elektromotory AEG o výkonu 1690 shp, pohánějící dva lodní šrouby. Nejvyšší rychlost dosahovala 15,3 uzlu na hladině a 7,6 uzlu pod hladinou. Dosah byl 12 630 námořních mil při rychlosti 8 uzlů na hladině a 53 námořních mil při rychlosti 4,5 uzlu pod hladinou. Operační hloubka ponoru dosahovala 75 metrů. Ponoření trvalo 40 vteřin.

### Modifikace
Ponorky U 140 a U 141 měly výzbroj posílenu o dva další 88mm kanóny. Poháněly dva hlavní diesely MAN o výkonu 3500 bhp, pomocný třetí diesel a elektromotory byly stejné. Jejich rychlost na hladině se zvýšila na 15,8 uzlu. Dosah byl 17 750 námořních mil.